# Mimulus breviflorus
Espèce
Mimulus breviflorus est une espèce de Mimulus (parfois appelées « mimules ») connue en anglais sous le nom de shortflower monkeyflower. Elle est native de l'Amérique du Nord de la Colombie-Britannique au Wyoming et au Plateau de Modoc dans le Nord-Est de la Californie. Elle pousse dans les endroits humides dans plusieurs types d'habitat. Il s'agit d'une plante annuelle légèrement poilue qui a une tige mince d'une hauteur de 17 centimètres. Les feuilles disposées en paire ont des lames de forme ovale portés sur les pétioles et ont chacune une longueur totale de moins de 3 centimètres. La minuscule fleur jaune tubulaire n'est que  de quelques millimètres de long. Son corolle est divisé en cinq lobes à la bouche.